# Utena (Lituania)
Utena es una ciudad situada en el noreste de Lituania. Tiene una población estimada, a inicios de 2023, de 25 608 habitantes.
Es el centro administrativo del municipio del distrito de Utena y de la provincia de Utena.
Es uno de los asentamientos más antiguos de Lituania. El nombre de la ciudad probablemente deriva del nombre del río Utenaitė o Utenėlė. El nombre de Utena se mencionó por primera vez en 1261, en un texto del rey de Lituania Mindaugas.

## Geografía

### Barrios
- Aukštakalnis
- Đžuolia
- Dauniškis
- Krašuona
- Smeli
- Taika
- Vyturii
- Grybelia
- Vyžuonaitis.

### Clima
| Parámetros climáticos promedio de Utena (1991-2020) | Parámetros climáticos promedio de Utena (1991-2020) | Parámetros climáticos promedio de Utena (1991-2020) | Parámetros climáticos promedio de Utena (1991-2020) | Parámetros climáticos promedio de Utena (1991-2020) | Parámetros climáticos promedio de Utena (1991-2020) | Parámetros climáticos promedio de Utena (1991-2020) | Parámetros climáticos promedio de Utena (1991-2020) | Parámetros climáticos promedio de Utena (1991-2020) | Parámetros climáticos promedio de Utena (1991-2020) | Parámetros climáticos promedio de Utena (1991-2020) | Parámetros climáticos promedio de Utena (1991-2020) | Parámetros climáticos promedio de Utena (1991-2020) | Parámetros climáticos promedio de Utena (1991-2020) |
| Mes                                                 | Ene.                                                | Feb.                                                | Mar.                                                | Abr.                                                | May.                                                | Jun.                                                | Jul.                                                | Ago.                                                | Sep.                                                | Oct.                                                | Nov.                                                | Dic.                                                | Anual                                               |
| --------------------------------------------------- | --------------------------------------------------- | --------------------------------------------------- | --------------------------------------------------- | --------------------------------------------------- | --------------------------------------------------- | --------------------------------------------------- | --------------------------------------------------- | --------------------------------------------------- | --------------------------------------------------- | --------------------------------------------------- | --------------------------------------------------- | --------------------------------------------------- | --------------------------------------------------- |
| Temp. máx. abs. (°C)                                | 12.4                                                | 18.2                                                | 18.2                                                | 31.0                                                | 31.1                                                | 34.1                                                | 34.5                                                | 34.0                                                | 30.6                                                | 21.9                                                | 14.0                                                | 11.1                                                | 34.5                                                |
| Temp. máx. media (°C)                               | -1.8                                                | -0.7                                                | 4.5                                                 | 12.8                                                | 18.2                                                | 21.7                                                | 23.9                                                | 23.0                                                | 17.6                                                | 10.5                                                | 4.2                                                 | 0.0                                                 | 11.2                                                |
| Temp. media (°C)                                    | -3.8                                                | -3.5                                                | 0.6                                                 | 7.3                                                 | 12.2                                                | 16.0                                                | 18.3                                                | 17.3                                                | 12.7                                                | 7.2                                                 | 2.4                                                 | -1.6                                                | 7.1                                                 |
| Temp. mín. media (°C)                               | -5.7                                                | -6.1                                                | -3.3                                                | 1.9                                                 | 6.4                                                 | 10.3                                                | 12.7                                                | 11.7                                                | 7.9                                                 | 4.1                                                 | 0.8                                                 | -3.0                                                | 3.1                                                 |
| Temp. mín. abs. (°C)                                | -30.8                                               | -42.9                                               | -24.7                                               | -10.4                                               | -5.5                                                | 0.0                                                 | 4.6                                                 | 2.0                                                 | -3.7                                                | -8.3                                                | -21.3                                               | -30.7                                               | -42.9                                               |
| Precipitación total (mm)                            | 46.5                                                | 72.9                                                | 40.6                                                | 40.8                                                | 60.4                                                | 75.1                                                | 83.7                                                | 90.4                                                | 65.6                                                | 67.2                                                | 52.1                                                | 47.7                                                | 742.9                                               |
| Días de precipitaciones (≥ 1 mm)                    | 11.9                                                | 10.7                                                | 10.8                                                | 8.5                                                 | 9.6                                                 | 10.5                                                | 10.9                                                | 10.3                                                | 8.6                                                 | 11.5                                                | 11.5                                                | 12.2                                                | 127.0                                               |
| Horas de sol                                        | 34.9                                                | 63.6                                                | 140.2                                               | 206.8                                               | 259.8                                               | 263.1                                               | 251.1                                               | 231.8                                               | 160.9                                               | 92.5                                                | 25.6                                                | 20.4                                                | 1750.7                                              |
| Fuente: infoclimat.fr                               |                                                     |                                                     |                                                     |                                                     |                                                     |                                                     |                                                     |                                                     |                                                     |                                                     |                                                     |                                                     |                                                     |